# Canal 7 (Punta del Este)
Canal 7 Punta del Este (nombre estilizado como Canal 7 Punta) es un canal generalista de televisión abierta uruguayo.

## Historia
El canal inauguró sus emisiones el 25 de enero de 1968, como Canal 9 del Este, su antena se elevaba a 120 m en lo alto de Punta Ballena y la cobertura del canal abarcaba las ciudades de Punta del Este, San Carlos, y otras zonas aledañas del departamento de Maldonado, contabilizando en ese año a 30.261 viviendas, con una población estable de 63.406 personas a las que se sumaban 120.000 turistas cada temporada. Sus estudios y planta emisora se encontraban también en lo alto de Punta Ballena. Años después sus oficinas se trasladaron a la ciudad de Maldonado, sobre la calle Sarandí 818, y también en la ciudad de Montevideo en la calle Durazno esquina Andes. 
Sus estudios y transmisor continuaron en Punta Ballena hasta 1987.
Su señal se emitía, de lunes a viernes, desde las 17.30 hasta la medianoche, también los sábados y domingos comenzando desde las 18.30 y cerrando su trasmisión al final del día. Su propuesta iba desde Teleteatros, largometrajes, Dibujos animados, etcétera.
Estaba asociado en sus inicios a Teledoce y al Canal 11 de Buenos Aires, para luego afianzar su vínculo empresarial con Canal 10 y la Sociedad Anónima de Emisión de Televisión y Anexos. 
En 1986 uno de sus fundadores, el ingeniero Francisco Elices vende su parte a Matías Scherschener.

### Estudios
En 1987, el canal se traslada para una mejor recepción e inaugura sus nuevos estudios y planta emisora, en un nuevo edificio diseñado específicamente para televisión, el cual cuenta con una amplia torre, hermana de la Torre Saeta de Montevideo, mide alrededor 66 m de altura y 3,50 m de diámetro inferior (única por sus características) construida en ladrillo calado por el Ingeniero Eladio Dieste. Esta sede, está ubicada sobre la avenida Joaquín de Viana, en la ciudad de Maldonado.
En 1991, luego de 23 años, tras un intercambio de frecuencias con Canal 7 de Rocha; Canal 9 del Este pasó a denominarse como Canal 7 Cerro Pan de Azúcar y TeleRocha, como Canal 9, con la creciente incorporación de este, amplio su cobertura hacia departamentos como Rocha, Lavalleja, Florida, Canelones, San José, Montevideo, parte de Durazno y de Treinta y Tres desde el 7 de julio de ese mismo año. Cubriendo 50.000 km² y alcanzando a más de 800.000 televidentes, que se recepcionan a diario, por lo que es considerada la antena más alta del departamento y del país: 56 m de altura con un PER de 316 kW. Ubicando al aire una programación equilibrada, para sus diferentes receptores, con una calidad excelente de imagen, agregando eventos especiales en vivo, noticieros locales, programas deportivos y musicales.
En 1992 el Grupo Fontaina - De Feo comienza a ser accionista y propietario del canal.  
En 2007, el cableoperador montevideano TCC lanza su servicio digital e incorpora en exclusiva a Canal 7 en su grilla de canales.
En 2011, Canal 7 celebra su 20º aniversario de sus transmisiones en Maldonado.
En 2014, Canal 7 empieza a transmitir en la TDT abierta a través del canal 24 UHF, que al igual que su señal analógica, cubría todo el Este del país.
En mayo de 2020, Canal 7 cesó sus emisiones analógicas para emitir únicamente en la TDT, siendo así el primer y único uruguayo en completar el apagón analógico. También redujo su alcance en TDT al Departamento de Maldonado, ya que su frecuencia interfería con canales argentinos.

## Propietarios
A fines de 2013, la Sociedad Anónima de Emisión de Televisión y Anexos y el Grupo Fontaina De Feo, venden el canal al Grupo Clarín. Un año después, Artear, asume la operación del canal, modificando su programación para transmitir mayormente programas del conglomerado mediático.

## Programación[6]
Su programación generalista, cuenta con diferentes programas de información, actualidad e entretenimiento. También retransmite diferentes programas del grupo al cual pertenece. 

### Informativos
Cuenta con dos servicios Informátivos, el noticiero propio del canal, en sus dos emisiones diarias y la emisión de Telenoche de Canal 13.

### Programas ya emitidos

#### Nacionales
- Cámara Celeste
- Buscadores
- Abriendo Caminos
- En patas
- De Pago en Pago
- La Cinta de los Éxitos
- América Outdoors
- Maestros Cerveceros
- Entre Mates y Guitarras
- En Perspectiva
- Cicerone
- Esperanza en la Ciudad
- Consentidas
- Contracanto
- Autores en Vivo
- El Noticiero
- 7 Sentidos
- Lo que tú quieras
- Puro deporte
- Seguridad Vial
- Vía Pública
- Estilo
- Desayunando con las noticias
- Generación Like Tv

#### Canal 10
- Punto penal

 Extranjeros
- Farsantes
- Nosotros a la mañana
- Los ángeles de la mañana
- Esperanza mía
- Telenoche
- Pasapalabra
- Flor de tarde
- Corazones ardientes
- Signos
- Policías en acción
- Plan TV
- Cinetec
- Resto del mundo
- Bien de verano
- La jaula de la moda
- Silencios de familia
- Ojos que no ven
- Los ricos no piden permiso
- El diario de Mariana
- Piñón Fijo
- Panam y circo
- Solamente vos
- Las Estrellas
- Simona
- Malditos

## Eslóganes
- El nuevo canal televisivo de tierra adentro
- El canal turístico (1970 - 1980)
- Televisión para más gente (1991 - 1996) [7]
- La imagen natural (1996 - 2007)
- Tenés que ver (2007 - 2009)
- Crecemos contigo (2009 - 2013)
- El canal del este (2013 - 2019)
- Más para ver, más para disfrutar (2019 - )

## Logotipos

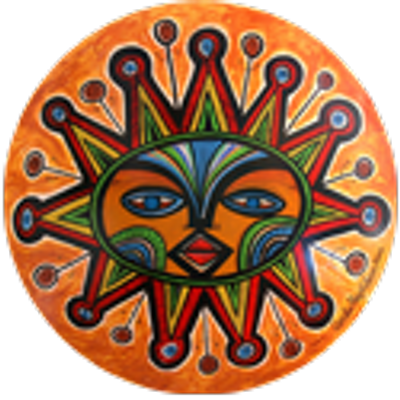
Desde 2014, diseñado por Carlos Páez Vilaró en 2006.